# Ambros Oschwald

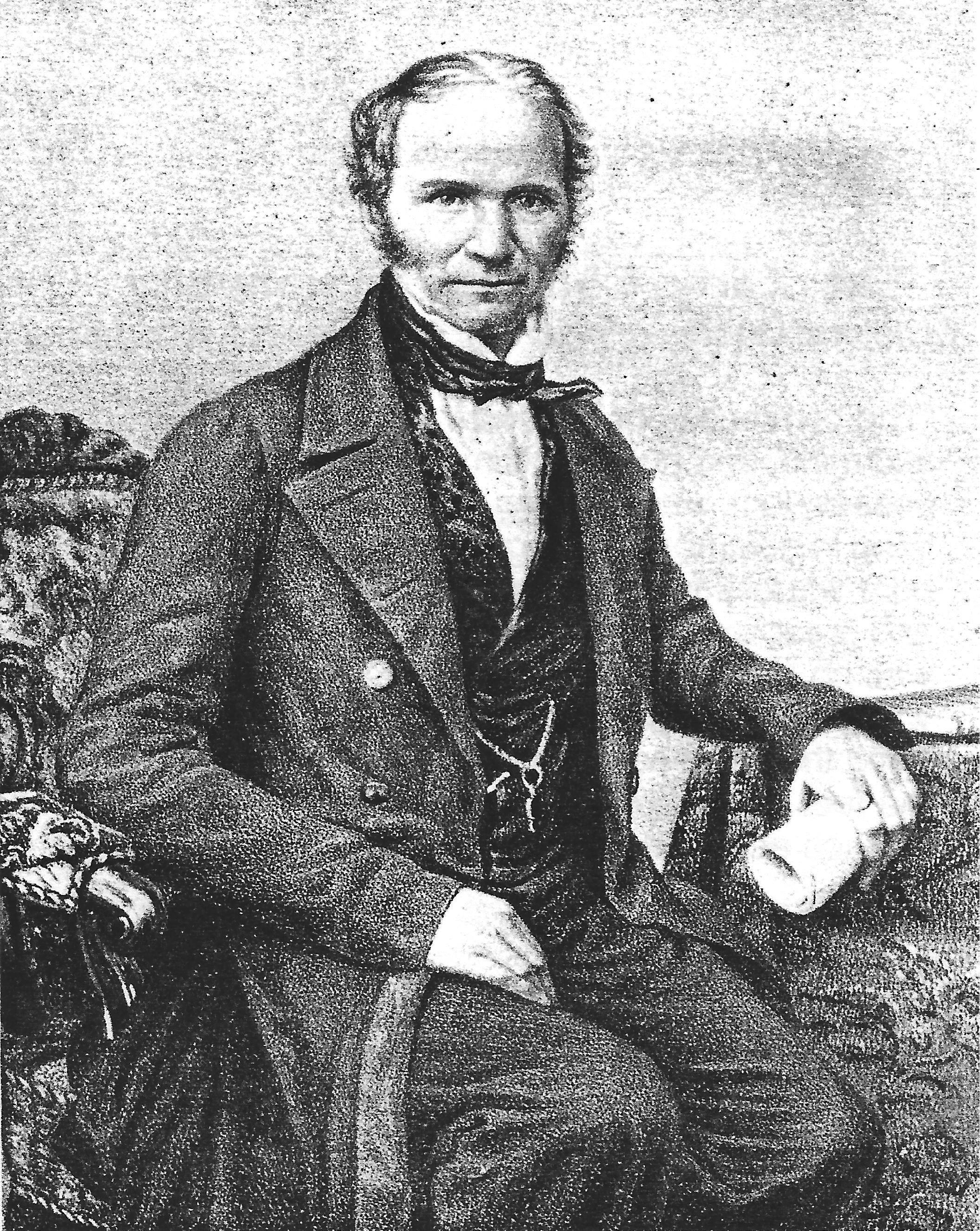
Ambros Oschwald

Ambros Oschwald (* 14. März 1801 in Mundelfingen, heute Ortsteil von Hüfingen; † 27. Februar 1873 in St. Nazianz) war ein deutscher römisch-katholischer Priester und Anführer einer Gruppe von Auswanderern aus dem Schwarzwald, die in Wisconsin die Kolonie St. Nazianz gründeten.

## Leben
Ambros Oschwald wurde am 14. März 1801 im Hirschen in Mundelfingen geboren. Seine Familie zog noch im Jahr der Geburt in die Lochmühle in Unadingen. Sein Vater Mathias Oschwald stammte ursprünglich aus Unadigen.
Nach dem Besuch des Gymnasiums in Donaueschingen, seinem Studium und der Priesterweihe im Jahr 1833 arbeitete er in verschiedenen Pfarreien im Südschwarzwald, wo er wegen seiner Frömmigkeit beliebt war. 1842 geriet er als Pfarrer in Hammereisenbach-Bregenbach (heute Ortsteil von Vöhrenbach) wegen des Anspruchs, auch Krankenheilungen durchzuführen, in einen Konflikt mit den weltlichen und kirchlichen Autoritäten, der dazu führte, dass Oschwald vom Freiburger Erzbischof mehrfach in andere Pfarreien versetzt wurde. Als 1848/49 die Konflikte wegen seiner mystischen und prophetisch-chiliastischen Schriften eskalierten und Oschwald mit Suspension bedroht wurde, kam der Gedanke einer Auswanderung in die USA auf. Ein längerer Studienurlaub in Urach 1849/50 brachte keine Lösung.
Im Oktober Im Dezember 1850 wurde Oschwald, mittlerweile Pfarrer in Hofsgrund, suspendiert, blieb aber bis März 1852 im Pfarrhaus. Anschließend zog er nach München, um Medizin zu studieren. Gedrängt von seinen Anhängern im Schwarzwald, kehrte er jedoch im April 1854 zurück und stellte sich an die Spitze einer Gruppe von 113 Anhängern, die nach Amerika auswanderten. Dort gründeten sie noch im selben Jahr in St. Nazianz im Bundesstaat Wisconsin eine urchristlich-urkommunistische Kolonie.